# Аккайин (Теренкольський район)
Аккайи́н (каз. Аққайың) — село у складі Теренкольського району Павлодарської області Казахстану. Входить до складу Аулієагаського сільського округу.
Населення — 341 особа (2021; 433 у 2009, 951 у 1999, 1169 у 1989).
Національний склад станом на 1989 рік:
- казахи — 51 %;
- росіяни — 29 %.

До 2023 року село називалось Березовка.